# Psalm 107

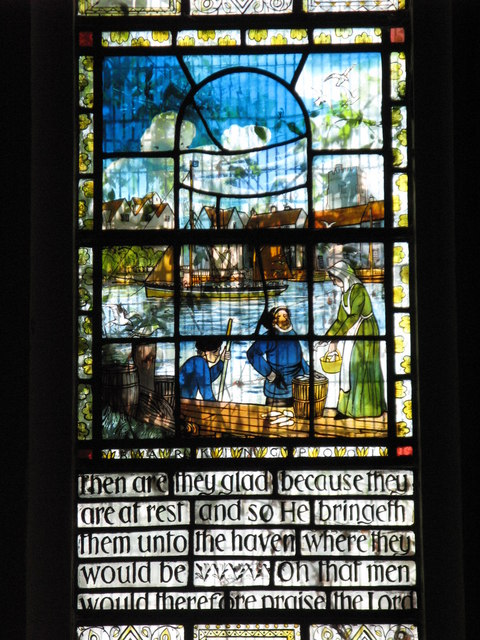
Psalm 107, 30-31 auf einem englischen Kirchenfenster

Der 107. Psalm ist ein biblischer Psalm und kann der Gruppe der Dankpsalmen zugerechnet werden. Er stellt den ersten Psalm im fünften und letzten Buch des Psalters dar.

## Inhalt
Der Psalm gehört wahrscheinlich zu einem großen Dankfest und stellt dessen liturgische Eröffnung dar. Die verschiedenen Personengruppen, die am Fest teilnehmen, werden nacheinander aufgefordert Dankopfer darzubringen und den Herrn vor der versammelten Gemeinde für die Hilfe zu loben, die er ihnen hat zukommen lassen. In den Versen 4–9 erfolgt der Aufruf zunächst an Reisende mit einem besonderen Blick auf die Schwierigkeiten der Karawanenreisen durch die Wüste. Als Nächstes werden freigelassene Gefangene in den Versen 10–16 angesprochen. Die Erfahrung des babylonischen Gefangenschaft spielt dabei wohl eine Rolle. In den Versen 17–22 werden dann vor allem genesene Kranke angesprochen. Seefahrende Reisende, die auf dem Meer die Naturgewalten, aber auch die rettende Macht Gottes, besonders deutlich erfahren, werden als letzte Gruppe in den Versen 23–32 zum Lob aufgefordert. Den Abschluss des Psalms bildet ein hymnisches Lehrgedicht über die grenzenlose Macht Gottes (Vers 33–43).